# Константин (област)
Вижте пояснителната страница за други личности с името Константин.
Константин (на арабски: ولاية قسنطينة) е област на Алжир. Населението ѝ е 938 475 жители (по данни от април 2008 г.), а площта 2187 кв. км. Намира се в часова зона UTC+01. Телефонният ѝ код е +213 (0) 31. Административен център е Константин.